# Powiat Dachau
Powiat Dachau (niem. Landkreis Dachau) – powiat w Niemczech, w kraju związkowym Bawaria, w rejencji Górna Bawaria, w regionie Monachium.
Siedzibą powiatu Dachau jest miasto Dachau.

## Podział administracyjny
W skład powiatu Dachau wchodzi:
- jedna gmina miejska (Stadt)
- dwie gminy targowe (Markt)
- 14 gmin wiejskich (Gemeinde)

Miasta:
| Lp. | Nazwa miasta | Ludność (31.12.2011) | Powierzchnia km² |
| --- | ------------ | -------------------- | ---------------- |
| 1   | Dachau       | 43.255               | 34,85            |

Gminy targowe:
| Lp. | Nazwa gminy targowej | Ludność (31.12.2011) | Powierzchnia km² |
| --- | -------------------- | -------------------- | ---------------- |
| 1   | Altomünster          | 7.521                | 75,79            |
| 2   | Markt Indersdorf     | 9.428                | 68,60            |

Gminy wiejskie:
| Lp. | Nazwa gminy               | Ludność (31.12.2011) | Powierzchnia km² |
| --- | ------------------------- | -------------------- | ---------------- |
| 1   | Bergkirchen               | 7.273                | 59,99            |
| 2   | Erdweg                    | 5.657                | 36,03            |
| 3   | Haimhausen                | 4.924                | 26,73            |
| 4   | Hebertshausen             | 5.354                | 29,60            |
| 5   | Hilgertshausen-Tandern    | 3.154                | 28,64            |
| 6   | Karlsfeld                 | 18.686               | 15,55            |
| 7   | Odelzhausen               | 4.349                | 30,48            |
| 8   | Petershausen              | 6.128                | 32,82            |
| 9   | Pfaffenhofen an der Glonn | 1.805                | 20,90            |
| 10  | Röhrmoos                  | 6.343                | 31,74            |
| 11  | Schwabhausen              | 6.179                | 30,23            |
| 12  | Sulzemoos                 | 2.707                | 19,04            |
| 13  | Vierkirchen               | 4.310                | 19,39            |
| 14  | Weichs                    | 3.146                | 18,72            |

## Polityka

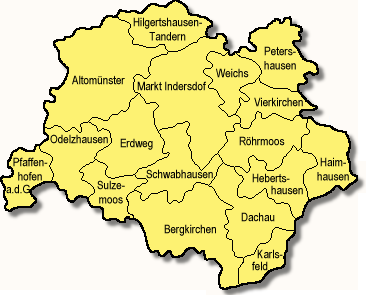
Gminy powiatu Dachau

### Landrat
- 1947–1948: Josef Schwalber
- 1948–1957: Heinrich Junker
- 1957–1963: Josef Schwalber
- 1964–1977: Hubert Pestenhofer (CSU)
- od 1977: Hansjörg Christmann (CSU)

### Kreistag
|                          |                          | 2002   | 2002    | 2002   | 2008    | 2008    | 2008    |
| miejsca                  | %                        | głosy  | miejsca | %      | głosy   |         |         |
| ------------------------ | ------------------------ | ------ | ------- | ------ | ------- | ------- | ------- |
|                          | CSU                      | 29     | 46,6%   | 29 520 | 28      | 44,9%   | 26 145  |
|                          | SPD                      | 12     | 19,5%   | 12 374 | 10      | 17,6%   | 10 265  |
|                          | Zieloni                  | 4      | 6,6%    | 4 153  | 6       | 10,1%   | 5 892   |
|                          | FW/ÜBG                   | 11     | 17,8%   | 11 300 | 11      | 18,1%   | 10 534  |
|                          | ödp                      | 2      | 4,1%    | 2 615  | 3       | 5,3%    | 3 096   |
|                          | REP                      | 1      | 2,9%    | 1 851  | -       | -       | -       |
|                          | FDP                      | 1      | 2,5%    | 1 570  | 2       | 3,9%    | 2 275   |
|                          |                          | 60     | 100%    | 63 383 | 60      | 100%    | 58 207  |
| uprawnieni do głosowania | uprawnieni do głosowania | 96 772 | 96 772  | 96 772 | 102 943 | 102 943 | 102 943 |
| głosy ważne              | głosy ważne              | 63 383 | 63 383  | 63 383 | 58 207  | 58 207  | 58 207  |
| głosy nieważne           | głosy nieważne           | 2 723  | 2 723   | 2 723  | 2 386   | 2 386   | 2 386   |
| frekwencja               | frekwencja               | 68,3%  | 68,3%   | 68,3%  | 58,9%   | 58,9%   | 58,9%   |

## Zmiany administracyjne
- 1 stycznia 2017
  - likwidacja wspólnoty administracyjnej Odelzhausen